# Crossville (Alabama)
Crossville is een plaats (town) in de Amerikaanse staat Alabama, en valt bestuurlijk gezien onder DeKalb County.

## Demografie
Bij de volkstelling in 2000 werd het aantal inwoners vastgesteld op 1431.
In 2006 is het aantal inwoners door het United States Census Bureau geschat op 1459, een stijging van 28 (2,0%).

## Geografie
Volgens het United States Census Bureau beslaat de plaats een oppervlakte van
15,6 km², geheel bestaande uit land. Crossville ligt op ongeveer 367 m boven zeeniveau.

## Plaatsen in de nabije omgeving
De onderstaande figuur toont de plaatsen in een straal van 24 km rond Crossville.